# Capitano di ventura
Per capitano di ventura si intende il comandante in capo di soldati di ventura mercenari riuniti in compagnie di ventura. Nel medioevo era detto anche condottiero, termine però successivamente applicato a tutti i capitani militari italiani che comandavano truppe su un campo di battaglia.

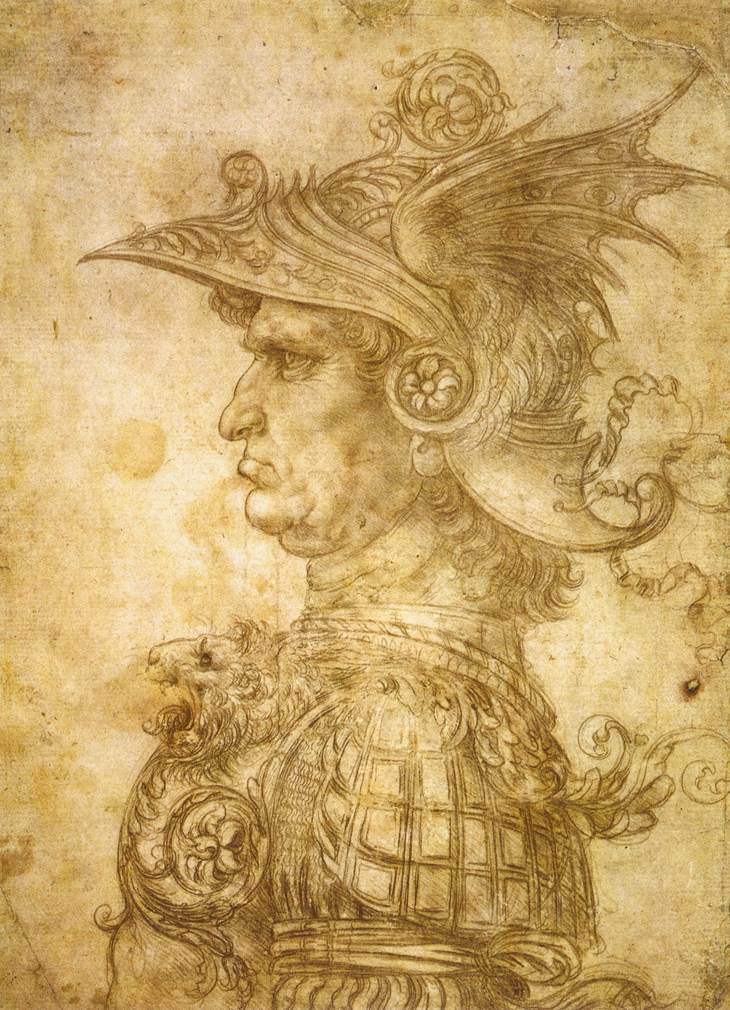
Profilo di capitano antico detto anche Il condottiero, disegno di Leonardo da Vinci

## Storia
La figura divenne famosa durante l'età moderna, tra il XV ed il XVI secolo, soprattutto in Italia settentrionale, anche se già nel 1159 in Inghilterra gruppi di soldati mercenari guidati da capitani di ventura si misero al servizio di Enrico II Plantageneto e ben presto si diffusero anche in Francia ed in Germania in quanto rivelatisi strumento indispensabile alle monarchie per combattere i vassalli ribelli. 
Il fenomeno delle compagnie di ventura si sviluppò in particolare dopo le crociate, quando i figli cadetti di nobili famiglie vennero avviati al mestiere ecclesiastico o delle armi. Coloro che intrapresero la vita militare, penalizzati dalla primogenitura, si organizzarono mettendo la propria abilità militare a disposizione dei vari signori che avevano necessità di difesa o di intraprendere campagne militari.
Nei comuni italiani, dove il notevole sviluppo delle attività artigianali, artistiche, letterarie ed industriali aveva, in qualche modo, allontanato la borghesia dallo spirito guerresco, si poteva porre rimedio, nel caso di un conflitto, assoldando i condottieri, ormai divenuti veri e propri impresari di guerra. I capitani di ventura comandarono dapprima plotoni di servi della gleba, poi di reduci dalle crociate o di disperati a causa di grandi crisi economiche. Il reclutamento avveniva solitamente all'estero e quindi non era desueta la pratica del tradimento durante l'atto bellico.
Se da una parte è vero che talvolta i capitani di ventura ci tenevano soprattutto a risparmiare i loro uomini e i loro cavalli arrivando persino ai casi limite di combattimenti prolungati ma con scarsissimo spargimento di sangue, dall'altra si dimostrarono abili nel maneggio delle armi, introducendo per primi la tecnica dei combattimenti a cavallo con indosso pesanti armature. L'abitudine di far rivestire i propri uomini di ferro anziché di cuoio viene, per primo, attribuita al capitano Mostarda da Forlì.
Solamente con l'introduzione delle armi da fuoco e di agguerrite milizie nazionali, il periodo aureo dei capitani di ventura tese progressivamente ad esaurirsi.
Tra i più celebri si annoverano Bonifacio Lupi, marchese di Soragna, al servizio di Firenze nella guerra contro Pisa (1363) e di Padova contro Venezia, Alberico da Barbiano, fondatore della Compagnia di San Giorgio (1378), Muzio Attendolo Sforza (1369-1424), di origine romagnola al servizio di Napoli e fondatore, assieme al figlio Francesco Sforza, della notissima casata che regnerà su Milano, Angelo Tartaglia, conte di Toscanella e signore di Lavello, vicario dell'antipapa Giovanni XXIII e rettore del Patrimonio di San Pietro in Tuscia, Bartolomeo d'Alviano, Bartolomeo Colleoni, Erasmo da Narni detto il Gattamelata e Francesco Bussone detto il Carmagnola.
Riferimenti a tale figura si trovano più volte nelle opere letterarie italiane, come nell'Arte della guerra di Niccolò Machiavelli, ne Il Cortegiano di Baldassarre Castiglione, ne I cinque canti di Ludovico Ariosto, nel Decameron di Giovanni Boccaccio e ne Il conte di Carmagnola di Alessandro Manzoni.

## Capitani di ventura famosi

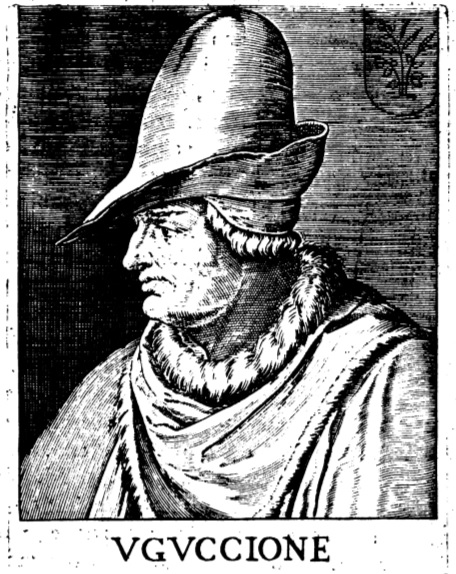
Uguccione della Faggiola
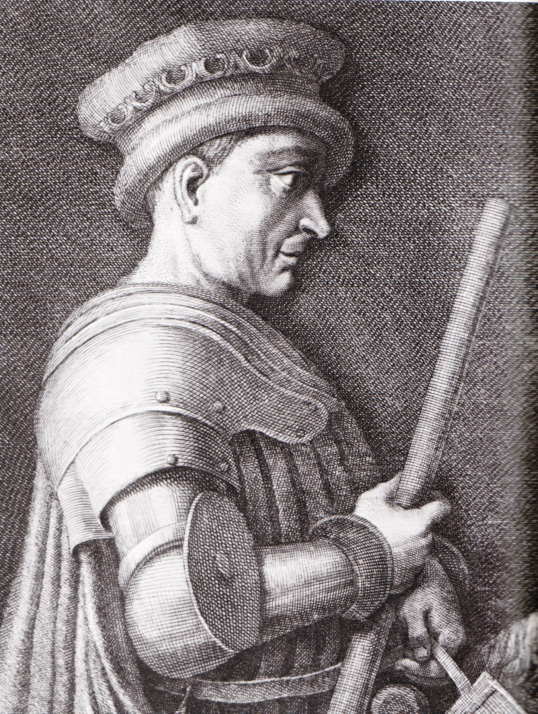
Giovanni Acuto
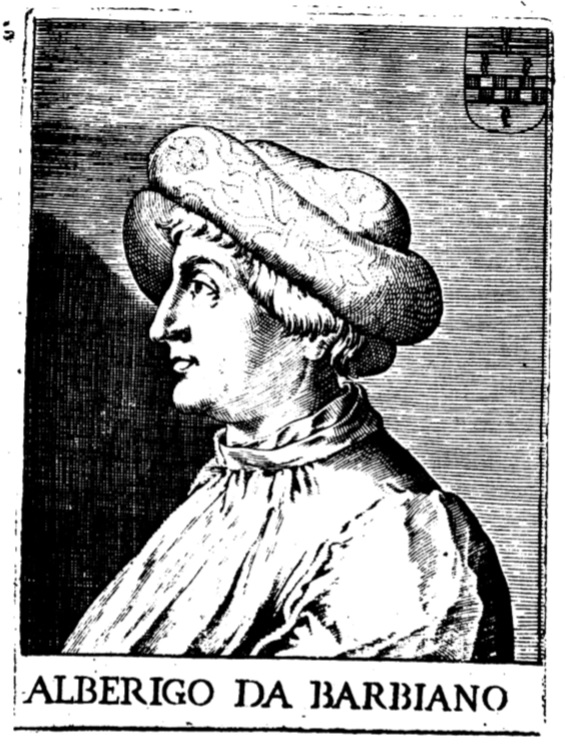
Alberico da Barbiano
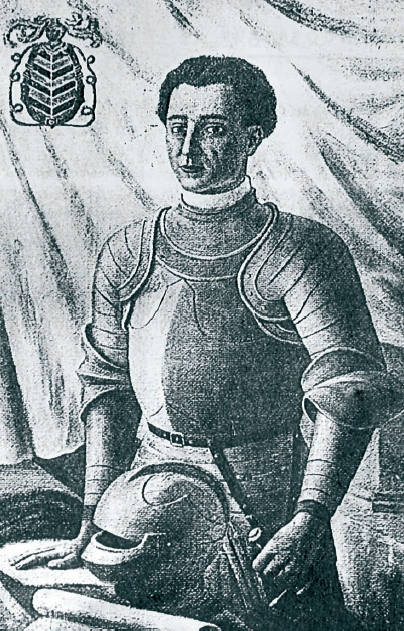
Angelo Tartaglia
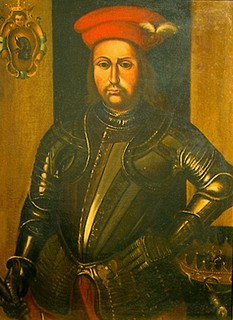
Braccio da Montone
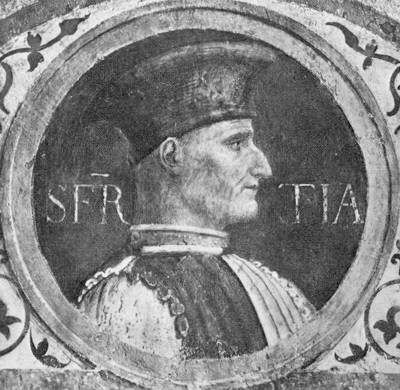
Muzio Attendolo Sforza
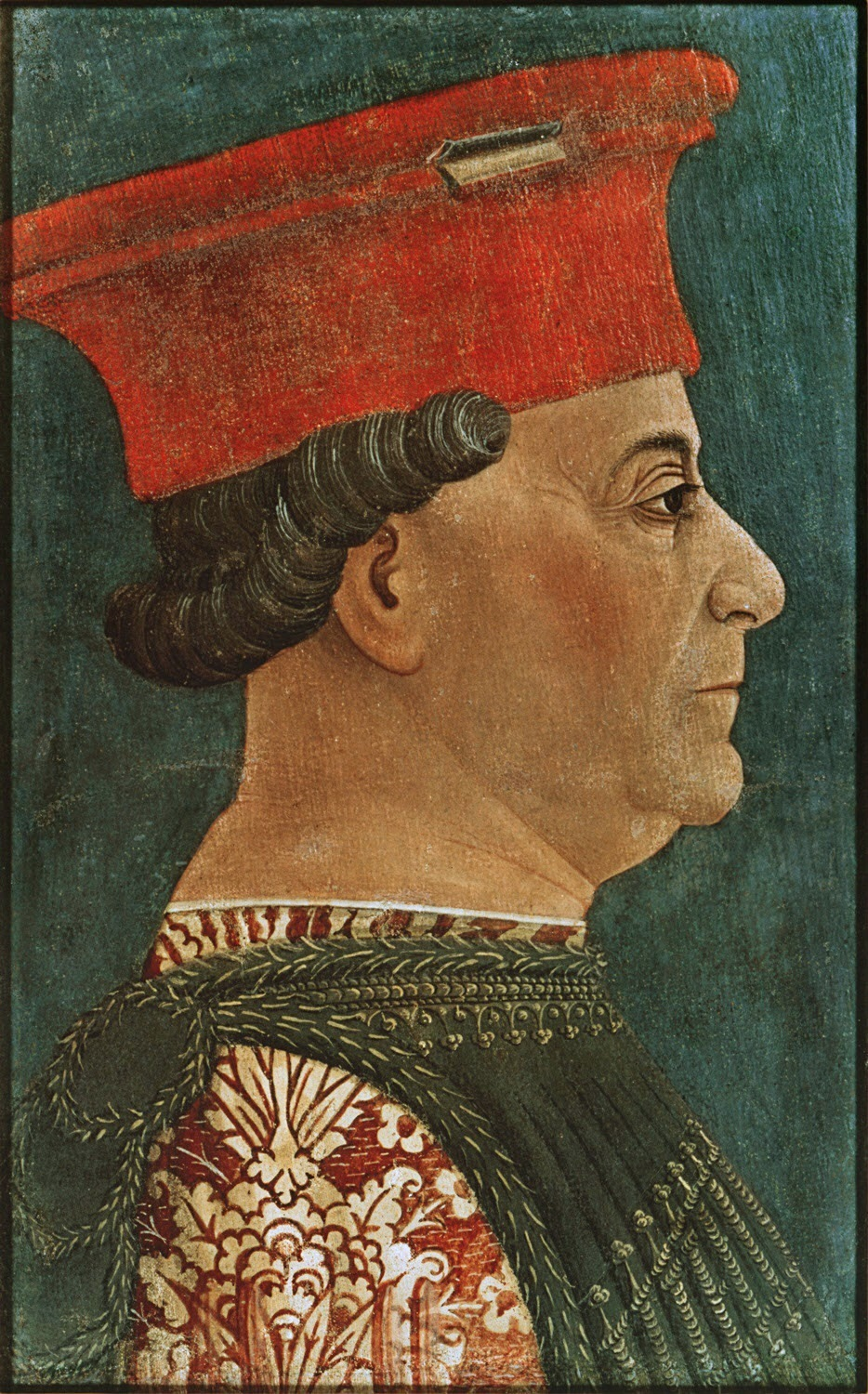
Francesco Sforza
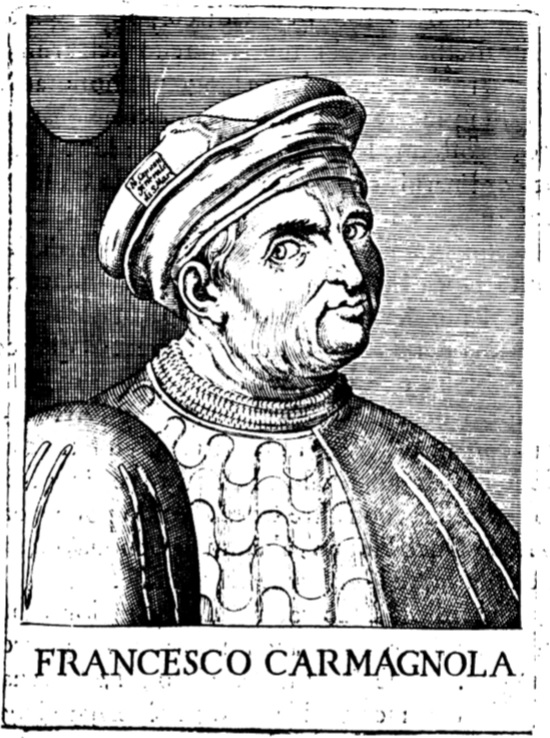
Francesco Bussone
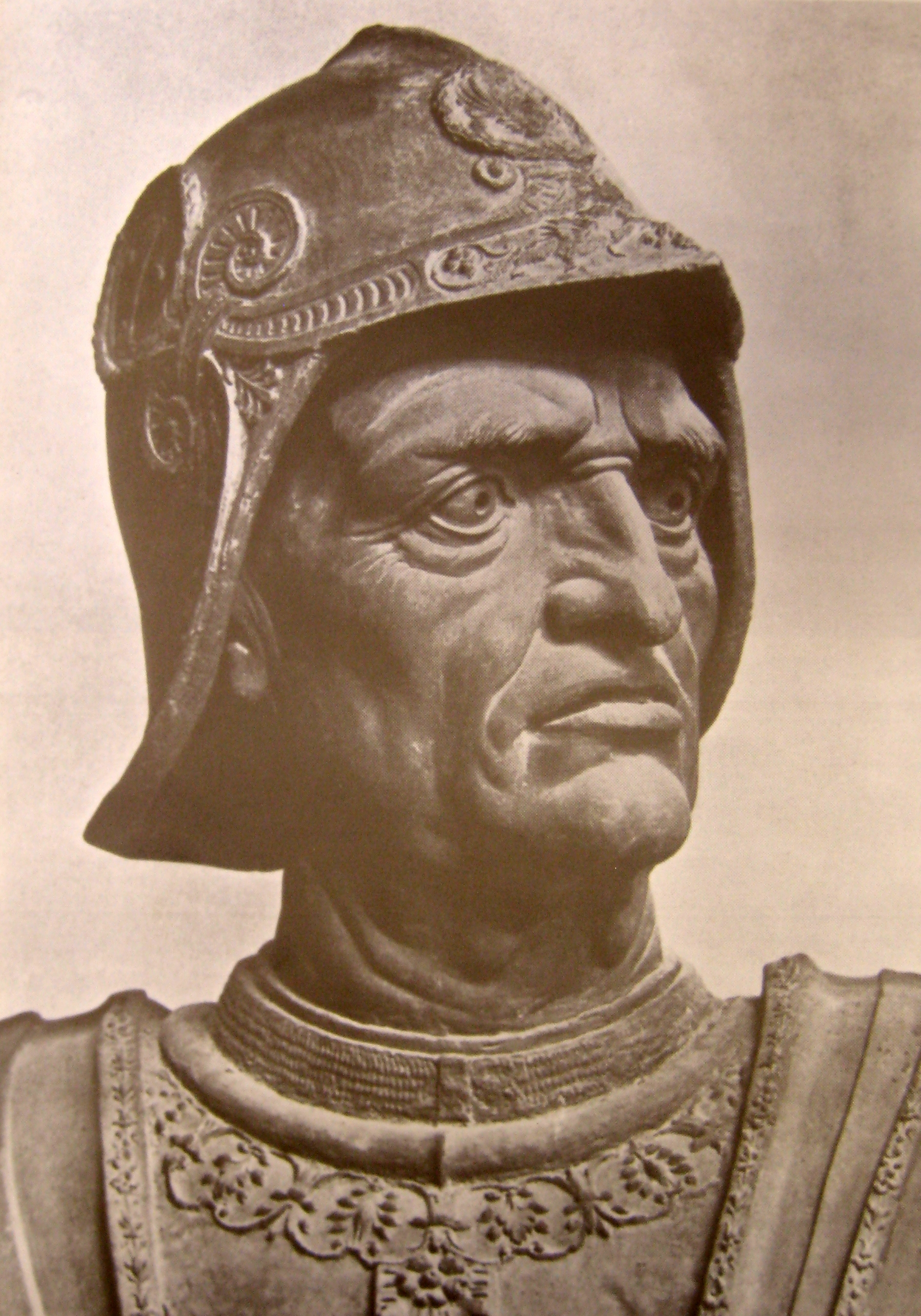
Bartolomeo Colleoni
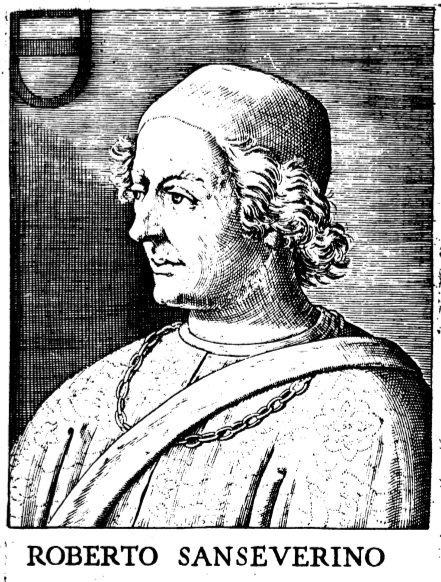
Roberto Sanseverino d'Aragona
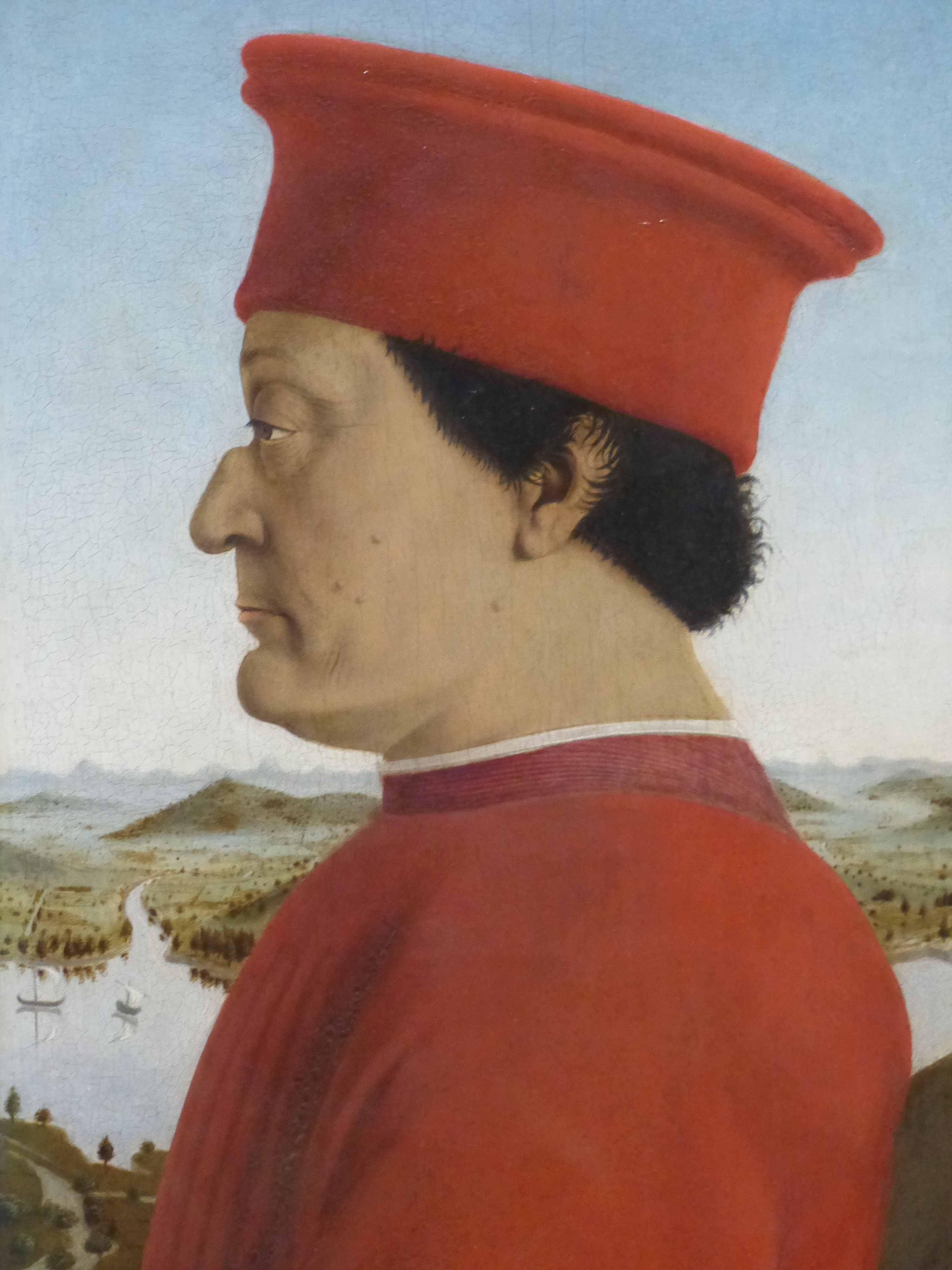
Federico da Montefeltro
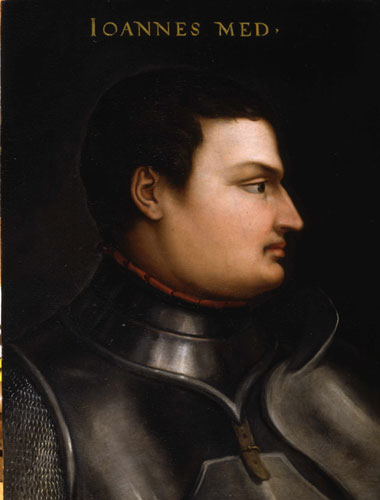
Giovanni delle Bande Nere
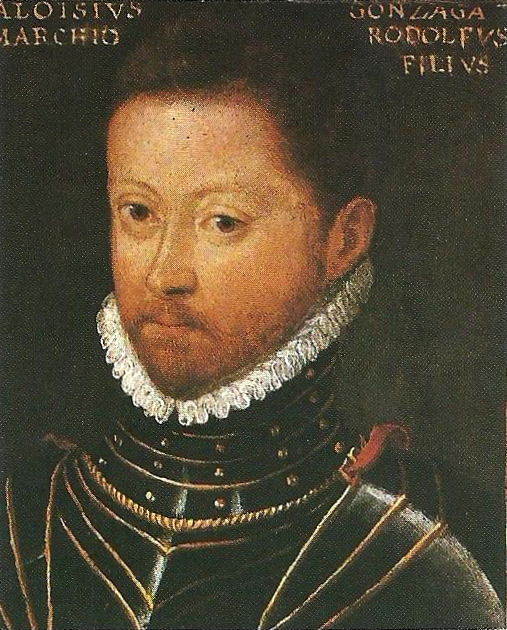
Aloisio Gonzaga
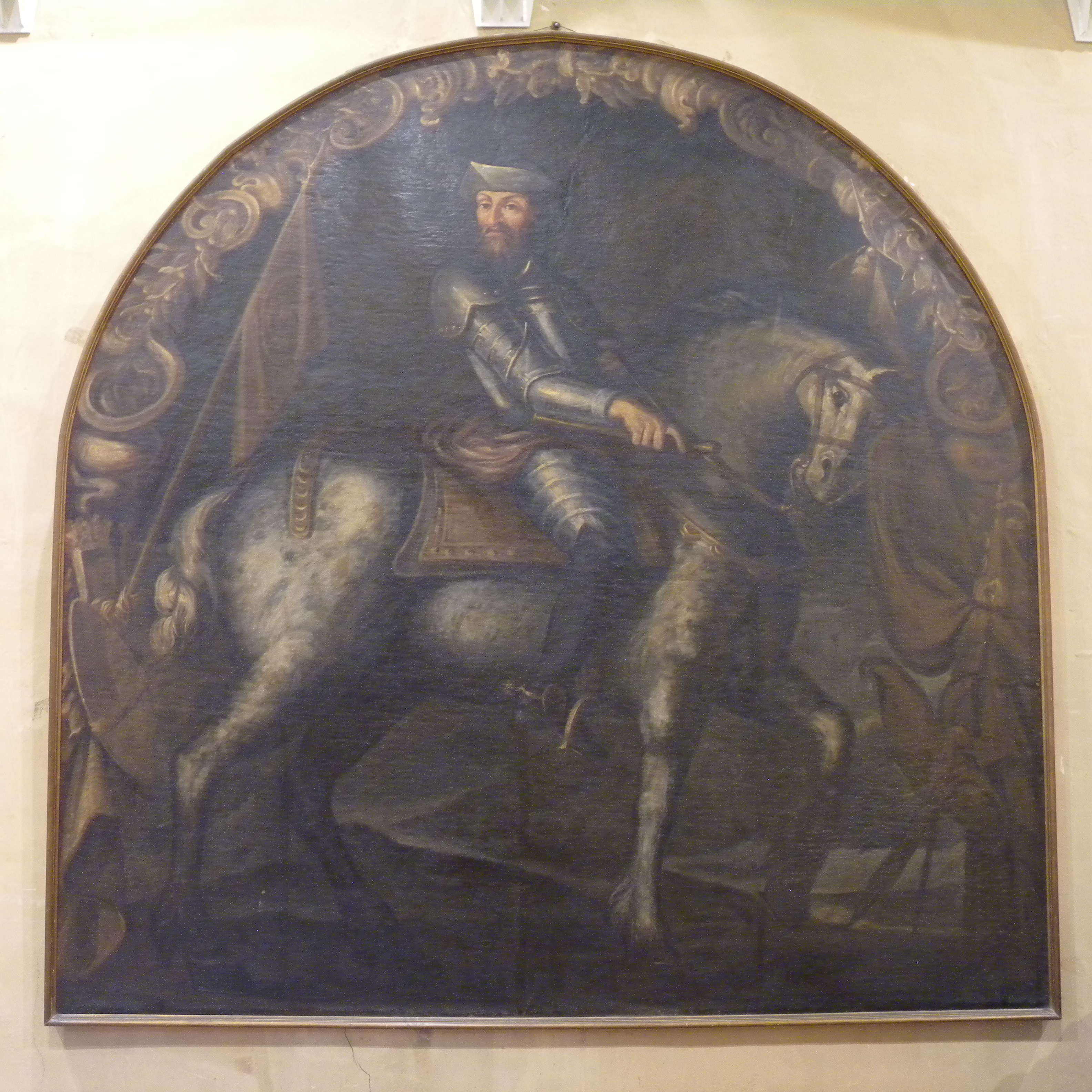
Taddeo Della Volpe